# Chapelle Saint-Servais de Rommersom
La chapelle Saint-Servais (en néerlandais:Sint-Servatiuskapel) est un édifice religieux d'origine romane située à Rommersom, petit village de la commune belge de Hoegaarden, en Brabant flamand. Dans ses parties les plus anciennes, la chapelle, aujourd'hui désacralisée, remonte au XIVe siècle.

## Localisation
La chapelle se dresse dans la verdure sur une butte, dominant le paysage au village de Rommersom, à l'est de Hoegaarden et au sud-ouest de Tirlemont.
La chapelle est propriété de la commune de Hoegaarden (seulement le bâtiment) mais les prés qui l'entourent sont une propriété privée.

## Historique
La chapelle est consacrée à Servais de Tongres (ou Servatius ou Serabatios), premier évêque connu du diocèse de Tongres, probablement originaire d'Arménie.
La plus ancienne mention connue de la chapelle date de 1325, mais on sait que le chœur de la chapelle fut édifié en 1297-1298 et qu'il possède une charpente datée de 1298.
La nef fut ajoutée au début du XVe siècle, et la façade occidentale ainsi que son clocheton furent édifiés en 1606.
Des transformations importantes y furent effectuées au XVIIIe siècle : une décoration de stuc fut apportée en 1755,, dans le goût de l'époque, et le clocheton reçut une nouvelle cloche en 1776.
La chapelle fait l'objet d'un classement comme monument historique et comme site depuis le 4 juillet 1975 sous la référence 43560. 
La chapelle est désaffectée depuis la deuxième moitié du XXe siècle et est désacralisé depuis la deuxième décennie du XXIe siècle.
L'association « Vlooienkapel » est fondée en 2002 pour revaloriser la chapelle. Une deuxième association appelée 'Het huis van Servaes' (la maison de Servais), qui regroupe des riverains et des amoureux du patrimoine, se forme en janvier 2015 pour veiller à la préservation et à la restauration de la chapelle,.

## Architecture
La chapelle est un édifice à nef unique de deux travées,, construit en moellons de grès.
La façade occidentale, soutenue par quatre contreforts tardifs (deux en pierre et deux en briques), présente un pignon daté du XVIIIe siècle orné de bandes alternées de briques rouges et de grès, sommé d'un clocheton couvert d'ardoises,.
Cette façade est percée d'un portail de style classique dont les piédroits discrètement moulurés aux impostes d'ordre toscan portent un arc en anse de panier orné d'ancres de façade et d'une clé d'arc, surmonté d'un larmier.
À l'est, la chapelle présente un chevet rectangulaire à toiture en bâtière, éclairé par deux fenêtres Ce chevet, plus étroit que la nef, est soutenu par deux contreforts en pierre.

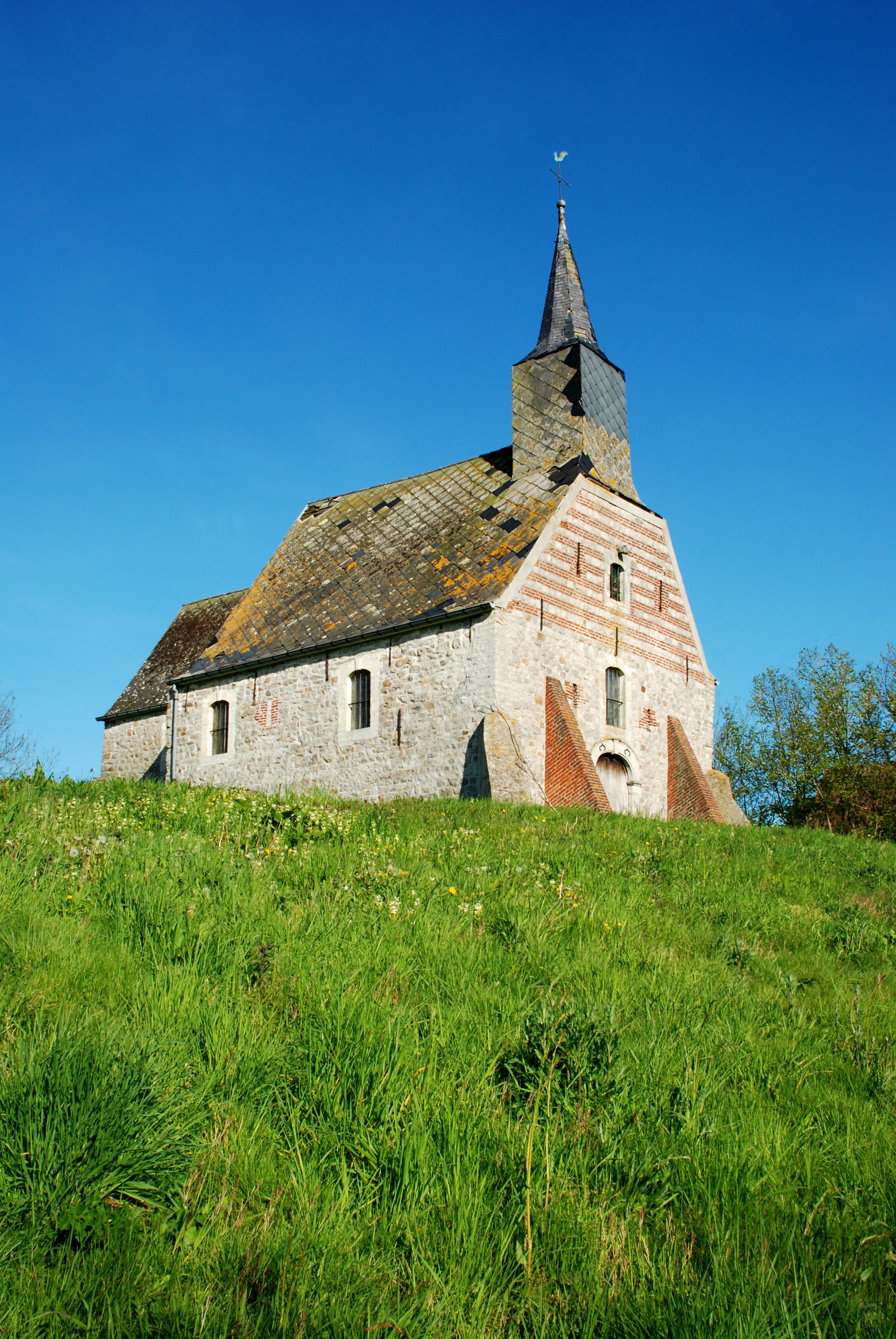
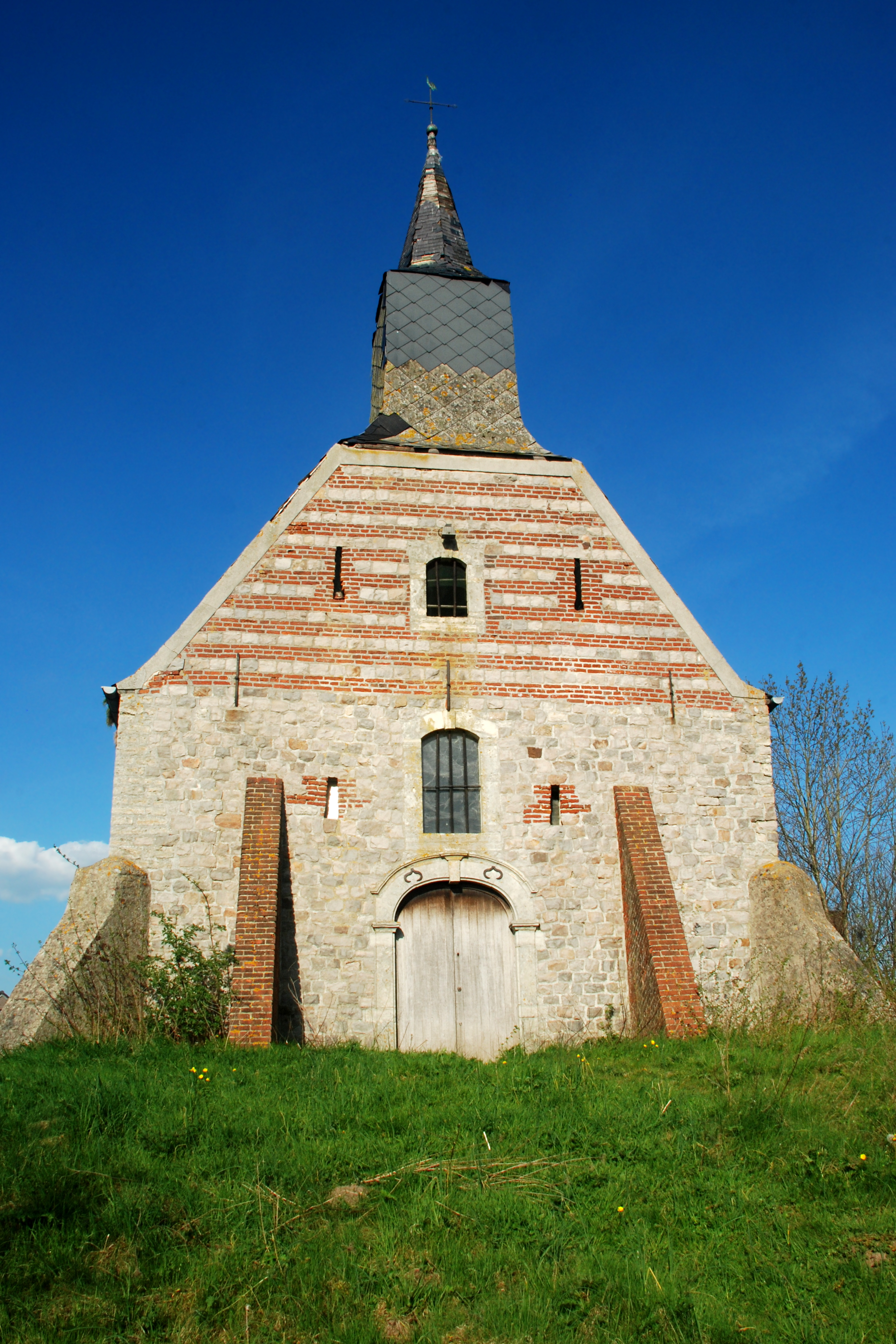
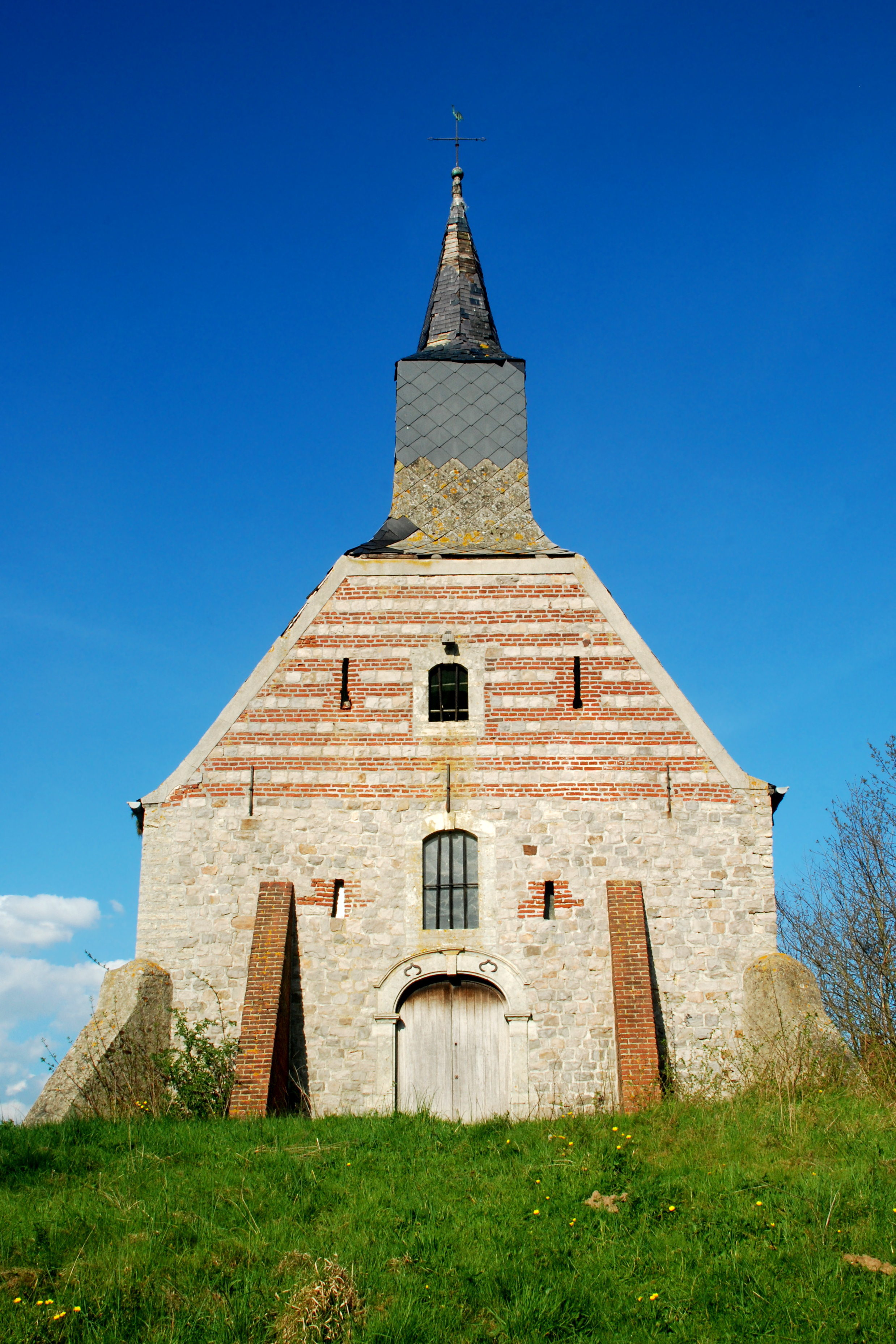
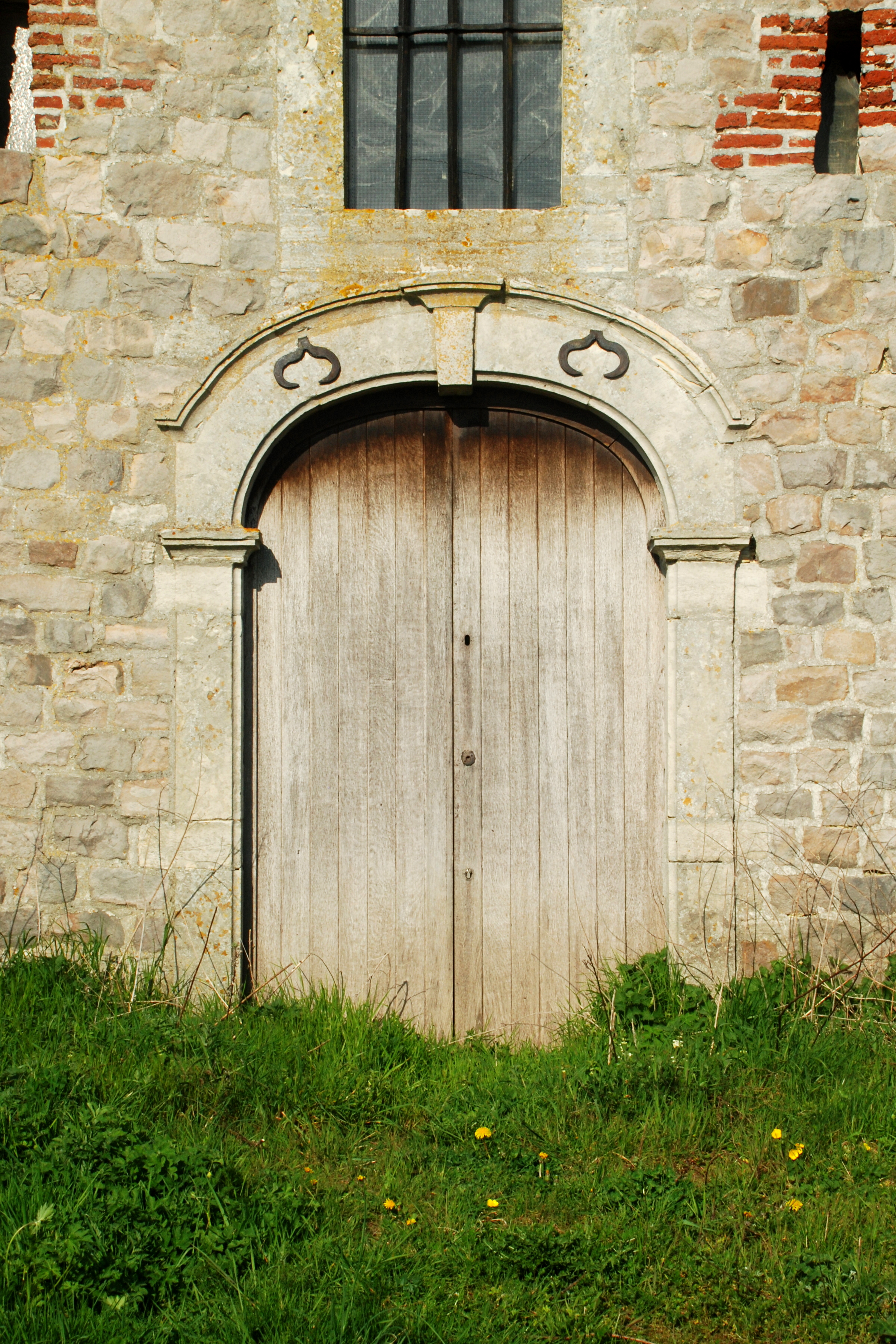

## Patrimoine
L'intérieur, en mauvais état de conservation, est décoré d'un plafond de stuc de style Louis XV qui arborait jadis le millésime 1775.
La chapelle abrite un mobilier intéressant, :
- l'autel en marbre de saint Servais, de style baroque ;
- quelques sculptures en bois polychrome : 
  - un calvaire de style gothique tardif (XVIe siècle) ;
  - une statue de saint Georges (Sint Joris) et une statue de saint Hubert (Sint Hubertus), témoins de l'art populaire du XVIIe siècle.